# Pingqiao, Chongqing
Pingqiao (kinesiska: 平桥) är en köping i sydvästra Kina. Den ligger i stadsdistriktet Wulong i storstadsområdet Chongqing, omkring 77 kilometer öster om det centrala stadsdistriktet Yuzhong. Antalet invånare är 14 926. Befolkningen består av 7 276 kvinnor och 7 650 män. Barn under 15 år utgör 18,0 %, vuxna 15-64 år 65 %, och äldre över 65 år 15,0 %.